# Josephosella andamana
Josephosella andamana is een vlokreeftensoort uit de familie van de Melitidae. De wetenschappelijke naam van de soort is voor het eerst geldig gepubliceerd in 1985 door Ruffo.